# Língua kaska
A língua Kaska se originou da família das línguas atabascanas.  Tradicionalmente, Kaska é uma língua aborígene oral que é usada pelas pessoas do povo Kaska Dene. A região de Kaska Dene consiste de uma pequena área na parte sudoeste dos Territórios do Noroeste, a parte sudeste do Território de Yukon e a parte norte da Colúmbia Britânica.  As comunidades que estão na região de Kaska Dene são Fort Ware em N.W.T .; rio Ross e lago Watson em Y.T .; lago Dease, lo Good Hope, Lower Post, Fireside e lago Muncho em B.C.  Kaska tem oito dialetos, todos com pronúncias e termos expressionais semelhantes.  A cidade de Watson Lake foi estabelecida em torno do período da segunda guerra mundial, quando a Estrada do Alaska foi construída em 1942.  Uma das principais conseqüências da colonização foi a perda gradual da linguagem Kaska. Outra causa importante de perda de idioma Kaska foi a escola residencial. O efeito que essas escolas tiveram sobre a língua Kaska causou uma lacuna de linguagem entre duas gerações, resultando em poucos jovens falantes.

## Fonética

### Consoantes
|             |                  | Labial | Alveolar | Alveolar | Post-al. /Palatal | Velar | Glotal |
| Central     | Lateral          | Labial |          |          | Post-al. /Palatal | Velar | Glotal |
| ----------- | ---------------- | ------ | -------- | -------- | ----------------- | ----- | ------ |
| Nasal       | plana            | m      | n        |          |                   |       |        |
| Nasal       | glotalizada      |        |          |          |                   |       |        |
| Stop        | tenuis /aspirada | p pʰ   | t tʰ     |          |                   | k kʰ  | ʔ      |
| Stop        | Ejetiva          |        | tʼ       |          |                   | kʼ    |        |
| Africada    | surda /sonora    |        | ts tsʰ   | tɬ tɬʰ   | tʃ tʃʰ            |       |        |
| Africada    | ejetiva          |        | tsʼ      | tɬʼ      | tʃʼ               |       |        |
| Fricativa   | surda /sonora    | f      | s z      | ɬ        | ʃ ʒ               | ʁ     | h      |
| Fricativa   | glotalizada      |        |          |          |                   |       |        |
| Aproximante | plana            |        |          | l        | j                 |       |        |
| Aproximante | glotalizada      |        |          |          |                   |       |        |
| Rótica      | plana            |        | r        |          |                   |       |        |
| Rótica      | glotalizada      |        |          |          |                   |       |        |

### Vogais
Kaska faz uso das vogais / a /, / e /, / i /, / o / e / u /, as quais, através de várias combinações de inflexão (alta, caindo e subindo o tom), alongamento e nasalização, produzem 60 sons vogais no total.

## Amostra de texto
Gūchōʼ kḗgedīʼ, sekʼādé gūkʼéh gū́sʼānī lā. Nahtsʼédānéʼ gutie gukʼéh kegiyehdį̄ wḗdé gūchōʼ gekʼéh gūʼą̄ī degā. Dūłą̄́ gukēyeh ā́ndzedeʼą̄́. Nahdegā lā sugudzeneʼīnī. Gutīe nahhwanī kʼī gūzā́gī, gūkēyeh gukʼéh gū́sʼānī dega gūtīe sunehʼīn. Dene tsʼį̄́ gūdehdéh déʼ, “Nahtsʼédānéʼ tsʼį̄́ Dene kʼéh gūdehdéh,” gedīʼ tsʼédāne dḗngētsedle déʼ, gūtie denezāgī kūgūhdį́ sį̄́ ekūdeh. Wḗdé Nahtsʼédānéʼ tsʼį̄́ʼ gūdehdéh. Tsʼédāne neyehī dūłą̄́ guzāg-I kʼéh denekʼéh gūsʼāni meyḗgūdī sį̄́. Eghąh edegedezets.
Português
Nossos anciãos dizem: Nós ainda mantemos nossos modos de vida. Ensine bem seus filhos em nossos modos de vida para que os modos de vida de nossos anciãos continuem. Não dêem a nossa terra. É para você que estamos mantendo. Vocês todos também mantêm nossa língua, nossa terra e nossos modos de vida. Diga ao nosso povo para ensinar seus filhos a falar nossa língua. É melhor ensinar seus filhos enquanto eles são pequenos. Fale com seus filhos o tempo todo em Kaska. Estamos preocupados que as crianças vão crescer sem conhecer sua língua e sem conhecer seus modos de vida.